# Elisabeth Berggren
Anna Carolina Elisabeth Berggren, född 30 oktober 1892 i Stockholm, död 24 oktober 1988 i Västerleds församling, var en svensk bibliotekarie.
Berggren avlade studentexamen 1914 och filosofisk ämbetsexamen vid Uppsala universitet 1919 med efterprövning 1920. Hon var extra ordinarie assistent vid Gustav Vasa församlingsbibliotek i Stockholm 1919–1921, bibliotekarie vid Svenska turistföreningens bibliotek 1922–1923 och 1923 föreståndare för Värtabiblioteket i Stockholm, som då hade åtta bokutlåningar per invånare och år, vilket var svenskt rekord.
När Linköpings stadsbibliotek öppnade i januari 1924 var Berggren dess chef fram till 1927. När stadsbiblioteket slogs samman med stifts- och landsbiblioteket, blev hon avdelningschef under stiftsbibliotekarie Nils Gobom, som hon inte kom överens med. Hon tog tjänstledigt och genomgick Skolöverstyrelsens biblioteksskola 1926.
Vid återflytten till Stockholm blev Berggren 1928 extra assistent vid Stockholms stadsbibliotek, 1929 förste assistent och 1930 föreståndare för filialen på Kungsholmen fram till pensionen 1957.
Berggren skrev recensioner och artiklar i Biblioteksbladet och deltog i den första internationella bibliotekskonferensen 1929 i Rom och den andra 1934 i Barcelona, gjorde studieresor till Danmark 1924 och 1933, England 1925, USA 1936 och Paris 1949. Hon är begravd på Norra begravningsplatsen utanför Stockholm.

## Skrifter
- "Det nya Värtabiblioteket", Biblioteksbladet, 1923, s. 189-192
- "Engelska ungdomsbibliotek", Biblioteksbladet, 1926
- "Bibliotekspropaganda", Biblioteksbladet, 1927
- "Stockholms stadsbiblioteks kungsholmsfilial", Biblioteksbladet, 1934, s. 245-246
- "Några spanska biblioteksintryck", Biblioteksbladet, 1935
- "Modernt biblioteksväsen i England", Biblioteksbladet, 1936
- "Några amerikanska biblioteksintryck 1936", Biblioteksbladet, 1937
- "Skolan och folkbiblioteket", Biblioteksbladet, 1938, s. 327-329